# Лубченко Ігор Федорович
Лубченко́ І́гор Фе́дорович (3 листопада 1937 в місті Псков, Росія — 13 травня 2012, Київ, Україна) — Заслужений журналіст України, голова Національної спілки журналістів України (1997—2012).

## Біографія
Закінчив факультет журналістики Київського національного університету імені Тараса Шевченка. Працював відповідальним секретарем газет «Шлях Ілліча» (Шахтарськ Донецької області), «Ізюмський паровозоремонтник», завідував відділом газети «Ленінська зміна» (Харків), був інструктором ЦК ЛКСМУ, завідувачем відділу, заступником головного редактора «Комсомольского знамени», головним редактором газет «Молодь України» та «Освіта».